# 栃木県道52号矢板那珂川線
栃木県道52号矢板那珂川線（とちぎけんどう52ごう やいたなかがわせん）は、栃木県矢板市から那須郡那珂川町に至る県道（主要地方道）である。

## 概要

### 路線データ
- 総延長：30.274 km[1]
- 実延長：25.399 km[1]
- 起点：栃木県矢板市中（中北交差点＝国道4号交点）
- 終点：栃木県那須郡那珂川町健武（健武新橋交差点＝国道461号交点）
- 認定：1993年（平成5年）4月1日

## 歴史
1961年（昭和36年）4月1日に一般県道矢板小川線として認定された区間が現在の県道矢板那珂川線の母体である。1993年（平成5年）4月1日に路線変更により小川-馬頭間の国道293号旧道および馬頭-健武間の主要地方道大子馬頭線の一部が組み込まれ県道矢板馬頭線として認定、現在の区間が成立した。2008年（平成20年）4月1日には市町村合併に伴い現在の路線名に改称された。
2011年（平成23年）3月11日、東日本大震災により那珂川町小川-と旧馬頭町の小口間を結んでいた新那珂橋が損傷、通行止めとなる。5月19日には県土整備部より復旧が困難として取り壊しもありうる可能性が示され、2013年までに撤去された。なお、旧小川・馬頭町間は、新那珂橋の900m下流にある国道293号若鮎大橋で結ばれている。
- 1993年（平成5年）5月11日 - 建設省から、県道矢板馬頭線が矢板馬頭線として主要地方道に指定される[6]。

## 路線状況

### 重複区間
- 栃木県道48号大田原氏家線（大田原市佐久山 地内）
- 栃木県道167号蛭田喜連川線（大田原市福原 - 那須郡那珂川町芳井）
- 国道293号・国道400号（那須郡那珂川町北向田・北向田交差点 - 那須郡那珂川町馬頭・三枚畑交差点）
- 栃木県道27号那須黒羽茂木線（那須郡那珂川町馬頭 地内 田町交差点 - 馬頭中入口交差点）

### 道の駅
- 道の駅ばとう（国道293号重複区間）

### 交差する河川
- 久那川（橋梁名称不明）
- 武茂川（大鳥橋）

### 交通量
24時間自動車類交通量（台/日）
- 大田原市佐久山3833：792
- 那須郡那珂川町薬利：4,997
- 那須郡那珂川町健武4599：6,026

## 地理

### 通過する自治体
- 矢板市
- 大田原市
- 那須郡那珂川町

### 交差する道路

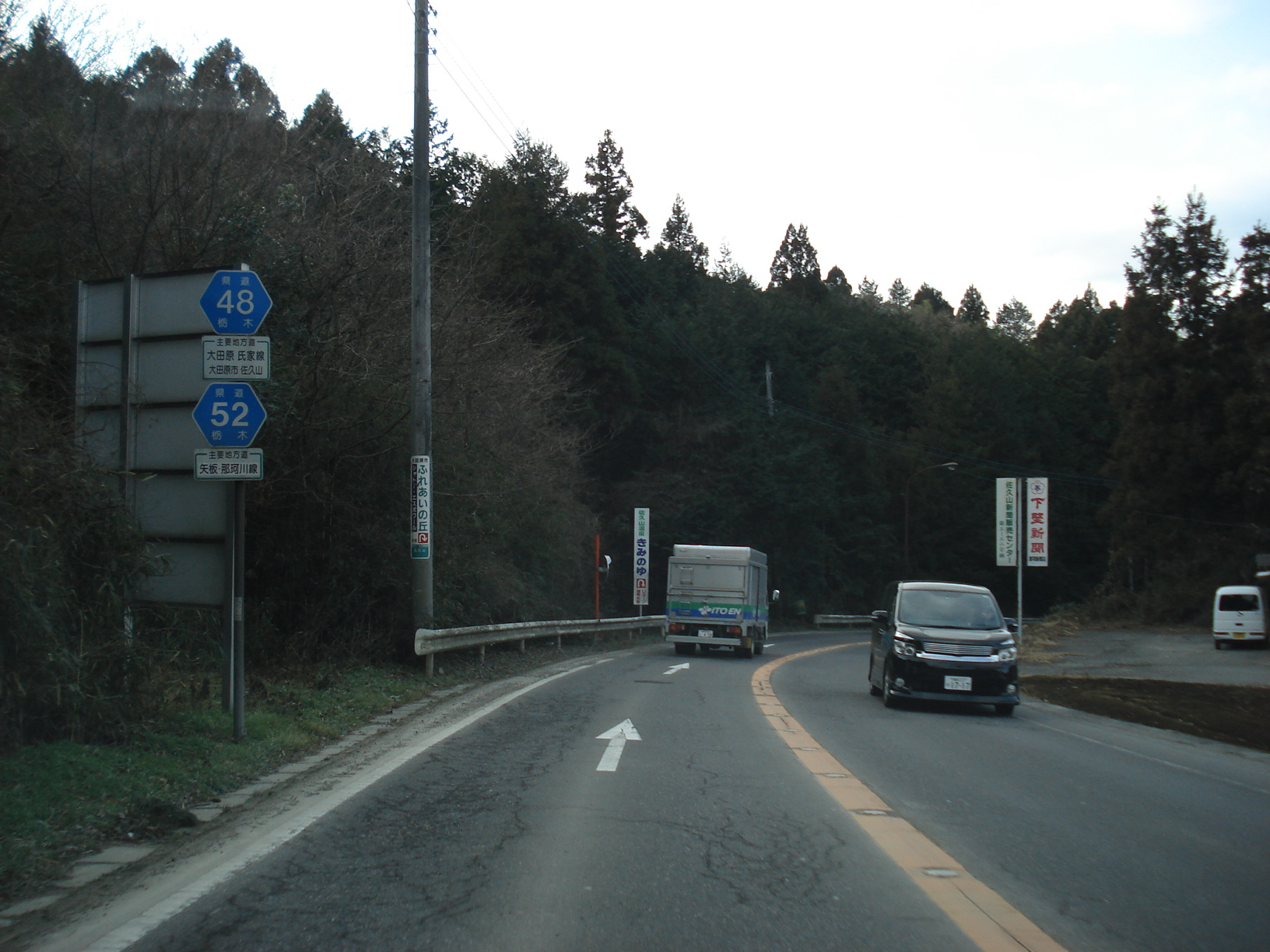
大田原市佐久山付近
（栃木県道大田原氏家線重複区間）

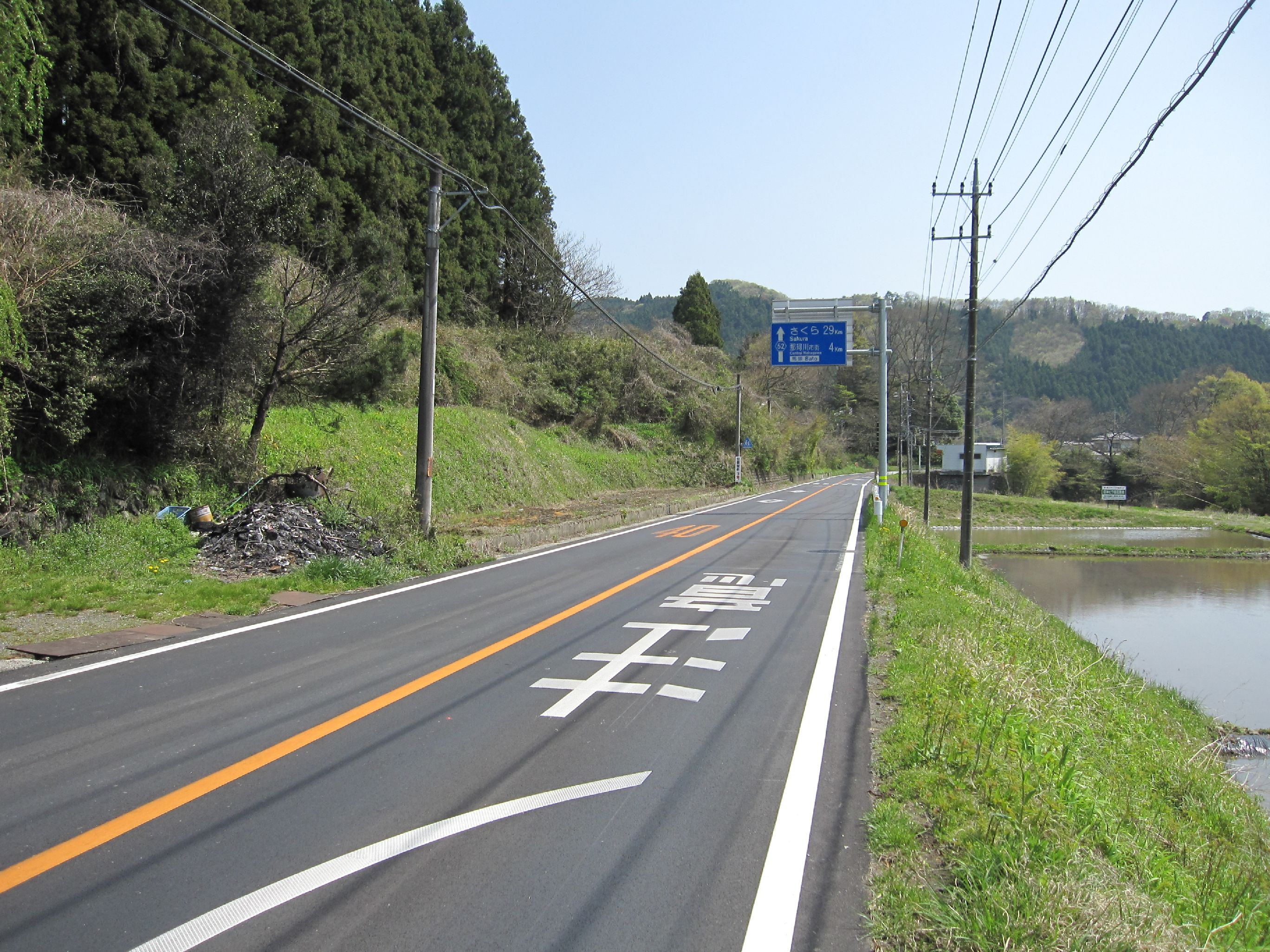
那珂川町健武（終点）付近

| 交差する道路                           | 交差する道路                               | 交差点名 | 交差点名       |
| -------------------------------------- | ------------------------------------------ | -------- | -------------- |
| 国道4号（奥州街道）                    | 国道4号（奥州街道）                        | 矢板市   | 中北           |
|                                        | -                                          | 矢板市   | 沢             |
| 栃木県道48号大田原氏家線（旧陸羽街道） | -（屈折）                                  | 大田原市 | （佐久山地内） |
|                                        | 栃木県道48号大田原氏家線旧道（旧陸羽街道） | 大田原市 | 佐久山前坂     |
| -                                      | 栃木県道48号大田原氏家線                   | 大田原市 | （佐久山地内） |
| 栃木県道167号蛭田喜連川線              | -                                          | 那珂川町 | （芳井地内）   |
| -                                      | 栃木県道167号蛭田喜連川線                  | 那珂川町 | （芳井地内）   |
| 国道294号・国道400号                   | -（屈折）                                  | 那珂川町 | 上町           |
| -（屈折）                              | 栃木県道233号小川大金停車場線              | 那珂川町 | 栄町           |
| 国道294号・国道400号                   | 国道294号・国道400号                       | 那珂川町 | 舟戸           |
| 不通区間（新那珂橋跡）                 |                                            | 那珂川町 |                |
| 栃木県道224号小砂小口線                | -                                          | 那珂川町 | 小口           |
| -（屈折）                              | 国道293号・国道400号                       | 那珂川町 | 北向田         |
| -                                      | 国道293号・国道400号                       | 那珂川町 | 三枚畑         |
| -（屈折）                              | 栃木県道27号那須黒羽茂木線                 | 那珂川町 | 田町           |
| 栃木県道27号那須黒羽茂木線             |                                            | 那珂川町 | 馬頭中入口     |
|                                        |                                            | 那珂川町 | 広重美術館前   |
| 国道461号                              | -                                          | 那珂川町 | 健武新橋       |
| 国道461号 大子方面                     |                                            | 那珂川町 |                |

### 沿線の主な地理・施設
- 箒川
- 佐久山川
- 佐久山城址
- 大田原市立佐久山小学校
- 千成ゴルフクラブ
- ニューセントアンドリュースゴルフクラブ
- 那珂川町役場小川庁舎（旧小川町役場）
- 那珂川町立小川小学校
- 那珂川警察署
- 那珂川町立馬頭小学校
- 馬頭広重美術館
- 那珂川町役場（旧馬頭町役場）